# Charles Clary
Charles Clary (24 de marzo de 1873-24 de marzo de 1931) fue un actor cinematográfico estadounidense, activo en la época del cine mudo.

## Biografía
Nacido en Charleston, Illinois, su carrera cinematográfica duró veinte años, desde 1910 a 1930 y, a lo largo de la misma, actuó en un total de más de doscientas producciones. Su debut tuvo lugar en 1910 con el film The Vampire, junto a Margarita Fischer. El tema de la película fue tomado de un poema de Rudyard Kipling.
En su primer film Clary actuó para los estudios Selig Polyscope Company, una compañía que había iniciado su andadura en 1898 y que cerró en 1920, la primera en asentarse en California. En 1912 interpretó a Cristóbal Colón en The Coming of Columbus, un film en tres rollos acerca del descubrimiento de América. Otro de sus papeles destacados llegó con el serial cinematográfico de 1913 The Adventures of Kathlyn, de Francis J. Grandon, una producción de gran éxito protagonizada por Kathlyn Williams.
Charles Clary falleció en Los Ángeles, California, el día en que cumplía 58 años. Su fallecimiento ocurrió en el mismo día del de su amigo el actor Robert Edeson.

## Filmografía[2]
| - The Vampire (1910) - Buddy, the Little Guardian (1911) - Back to the Primitive, de Francis Boggs y Otis Turner (1911) - Jim and Joe, de Otis Turner (1911) - The Rose of Old St. Augustine, dei Otis Turner (1911) - Ten Nights in a Bar Room, de Francis Boggs (1911) - Captain Kate, de Francis Boggs y Otis Turner (1911) - Jealous George, de Otis Turner (1911) - Life on the Border, de Otis Turner (1911) - Dad's Girls, de Otis Turner (1911) - The Wheels of Justice, de Otis Turner (1911) - The Two Orphans, de Otis Turner y Francis Boggs (1911) - Maud Muller, de Otis Turner (1911) - How They Stopped the Run on the Bank, de Otis Turner (1911) - His Better Self, de Otis Turner (1911) - Lost in the Jungle, de Otis Turner (1911) - The Inner Mind, de Otis Turner (1911) - Getting Married, de Colin Campbell (1911) - Brown of Harvard, de Colin Campbell (1911) - Paid Back, de Colin Campbell (1911) - Cinderella, de Colin Campbell (1912) - The Prosecuting Attorney, de Colin Campbell (1912) - A Safe Proposition, de Colin Campbell (1912) - The Hypnotic Detective, de Colin Campbell (1912) - When Memory Calls, de Frank Beal (1912) - Sons of the North Woods, de Frank Beal (1912) - When the Heart Rules, de Richard Garrick (1912) - The Other Woman, de George L. Cox (1912) - The Devil, the Servant and the Man, de Frank Beal (1912) - The Law of the North, de Frank Beal y George L. Cox - The Coming of Columbus, de Colin Campbell (1912) - The Stronger Mind, de Frank Beal (1912) - The Turning Point, de Frank Beal (1912) - The Girl with the Lantern, de Frank Beal (1912) - The Mystery of Room 29, de Otis Thayer (1912) - The Adopted Son, de Otis Thayer (1912) - The Last Dance, de Oscar Eagle (1912) - Under Suspicion, de Oscar Eagle (1912) - The Three Valises, de Richard Garrick (1912) - Officer Murray, de Richard Garrick (1912) - An Unexpected Fortune, de Otis Thayer (1912) - The Girl at the Cupola, de Oscar Eagle (1912) | - A Detective's Strategy, de Lem B. Parker (1912) - Her Bitter Lesson, de Hardee Kirkland (1912) - The Fire Fighter's Love, de Oscar Eagle (1912) - Miss 'Arabian Nights', de Oscar Eagle (1913) - The Lesson, de Oscar Eagle (1913) - A Husband Won by Election, de Oscar Eagle (1913) - The Ex-Convict, de Oscar Eagle (1913) - Pauline Cushman, the Federal Spy, de Oscar Eagle (1913) - The Scales of Justice, de Oscar Eagle (1913) - A Lucky Mistake, de Lorimer Johnston (1913) - A Change of Administration, de Hardee Kirkland (1913) - Belle Boyd, a Confederate Spy, de Oscar Eagle (1913) - The Stolen Face, de Oscar Eagle (1913) - The Coast of Chance, de Oscar Eagle (1913) - Tobias Turns the Tables, de Oscar Eagle (1913) - The Water Rat, de Oscar Eagle (1913) - The Man in the Street, de Oscar Eagle (1913) - The Toils of Deception, de Oscar Eagle (1913) - Tobias Wants Out, de Oscar Eagle (1913) - The Finger Print, de Oscar Eagle (1913) - The Adventures of Kathlyn, de Francis J. Grandon (1913) - Hearts and Masks, de Colin Campbell (1914) - The Adventures of Kathlyn (serial), de Francis J. Grandon (1916) - The Blacklist (1916) - Each Pearl a Tear, de George Melford (1916) - Joan the Woman, de Cecil B. DeMille (1916) - The Voice That Led Him, de Francis J. Grandon (1917) - High Finance, de Otis Turner (1917) - The Spy, de Richard Stanton (1917) - Madame du Barry, de J. Gordon Edwards (1917) - Extravagance, de Victor Schertzinger (1919) - Bonds of Love, de Reginald Barker (1919) - The Day She Paid, de Rex Ingram (1919) - The Woman in Room 13, de Frank Lloyd (1920) - Six Days, de Charles Brabin (1923) - Empty Hands, de Victor Fleming (1924) - The Magic Garden, de James Leo Meehan (1927) - Kismet, de John Francis Dillon (1930) |